# Sepsis lineolata
Sepsis lineolata är en tvåvingeart som beskrevs av Ozerov 2004. Sepsis lineolata ingår i släktet Sepsis och familjen svängflugor. Inga underarter finns listade i Catalogue of Life.